# Вацлав Ноїд Барта
Вацлав Ноїд Барта (чеськ. Václav Noid Bárta, нар. 27 жовтня 1980) — чеський співак, представник Чехії на Пісенному конкурсі Євробачення 2015 в дуеті з Мартою Яндовою.

## Біографія

### Перші роки
Народився в музичній родині — його батько Вацлав є автором текстів, а мати Ленка — співачка.
З дитинства цікавився музикою. У віці 4 років він почав вчитися грати на фортепіано, кларнеті та флейті, а пізніше навчився грати на гітарі, ударних та бас-гітарі.

### Музична кар'єра
Вацлав почав свою музичну кар'єру в 15 років.3 17 років він — співак гурту Dolores Clan. 2012 року він записав вокал для пісень студійного альбому «Rána» гурту Noid.31 січня 2015 року Національний телеканал Чехії оголосив, що представляти Чехію на Пісенному конкурсі Євробачення 2015 у Відні буде дует Марти Яндової та Вацлава Ноїда Барти з піснею «Hope Never Dies» (Надія ніколи не вмирає).

### Приватне життя
Барта був чоловіком чеської співачки Люсії Білої в 2006—2008 роках. 7 липня 2014 року він одружився з Ґабріелою Двожаковою, яка 22 жовтня 2014 року народила доньку Терезу.